# Unione Sportiva Sanremese 1955-1956
Questa voce raccoglie le informazioni riguardanti l'Unione Sportiva Sanremese nelle competizioni ufficiali della stagione 1955-1956.

## Rosa
| N. |                   | Ruolo | Calciatore         |
| -- | ----------------- | ----- | ------------------ |
|    | Italia (bandiera) | A     | Carlo Bey          |
|    | Italia (bandiera) | D     | Marcello Cordone   |
|    | Italia (bandiera) | C     | Carlo Evangelisti  |
|    | Italia (bandiera) | C     | Ferdinando Formica |
|    | Italia (bandiera) | C     | Annibale Gilardoni |
|    | Italia (bandiera) | A     | Dino Langucci      |
|    | Italia (bandiera) | A     | Giovanni Lavarino  |
|    | Italia (bandiera) | D     | Gino Littarelli    |
|    | Italia (bandiera) | A     | Umberto Mantero    |
|    | Italia (bandiera) | D     | Giuseppe Patrucco  |

| N. |                      | Ruolo | Calciatore           |
| -- | -------------------- | ----- | -------------------- |
|    | Italia (bandiera)    | C     | Ottorino Piatto      |
|    | Italia (bandiera)    | A     | Bruno Pontoni        |
|    | Argentina (bandiera) | A     | Orlando Rao          |
|    | Italia (bandiera)    | P     | Ezio Rivoire         |
|    | Italia (bandiera)    | D     | Enzo Robotti         |
|    | Italia (bandiera)    | C     | Ferruccio Tortorese  |
|    | Italia (bandiera)    | C     | Angelo Turconi       |
|    | Italia (bandiera)    | A     | Mario Ventimiglia    |
|    | Italia (bandiera)    | C     | Dante Voglino        |
|    | Italia (bandiera)    | P     | Alessandro Von Mayer |